# Lijst van burgemeesters van Overbetuwe
Dit is een lijst van burgemeesters van de Nederlandse gemeente Overbetuwe in de provincie Gelderland die in 2001 ontstond door de samenvoeging van de gemeenten Elst, Heteren en Valburg.
| Ambtsperiode | Naam burgemeester              | Partij of stroming | Bijzonderheden |
| ------------ | ------------------------------ | ------------------ | -------------- |
| 2001 - 2012  | Liesbeth (E.) Tuijnman         | VVD                |                |
| 2012 - 2013  | Rob (R.T.) Metz                | VVD                | waarnemend     |
| 2013 - 2019  | Toon (A.S.F.) van Asseldonk    | D66                |                |
| 2019 - heden | Patricia (R.P.) Hoytink-Roubos | CDA                |                |